# San Joaquín (Anaco)
Pour les articles homonymes, voir San Joaquín.
San Joaquín est l'une des trois divisions territoriales et statistiques dont l'une des deux paroisses civiles de la municipalité d'Anaco dans l'État d'Anzoátegui au Venezuela. Sa capitale est San Joaquín.

## Géographie

### Démographie
Hormis sa capitale San Joaquín, la paroisse civile possède plusieurs localités dont :
- Chorochoro Arriba
- El Manteco
- Guanipa
- Parcelamiento San Joaquín
- Pirara
- San Joaquín
  - Sector El Cují